# 三崎口駅
三崎口駅（みさきぐちえき）は、神奈川県三浦市初声町下宮田にある、京浜急行電鉄（京急）久里浜線の駅。同線の終着駅である。駅番号はKK72。

## 概要
国道134号に面した場所にあり、三浦市の中心市街地である三崎やマグロで有名な三崎港までは4キロメートルほど離れている。計画当初、久里浜線の終点は三崎、後に油壺を予定していたが、自然保護等を理由に用地取得が困難を極めたため、暫定的なターミナルとしてバスとの連絡に便利な国道134号との交点に当駅が建設された。駅名は三崎への入口という意味合いから付けられたものである。その後、油壺までの延伸については2016年3月16日に行われた決算発表で事実上凍結されている。
当駅は京急電鉄ならびに関東地方の大手私鉄では最南端の駅でもある。

## 歴史
- 1975年（昭和50年）4月26日 - 開業[2]。
- 2008年（平成20年）12月10日 - 接近メロディを導入。「岬めぐり」が採用された[3]。
- 2011年（平成23年） - 駅舎が改築される。
- 2017年（平成29年）
  - 1月13日 - 接近メロディを「城ヶ島の雨」に変更[4]。
  - 10月5日 - 「みさきまぐろきっぷ」リニューアル記念キャンペーンの一環として駅名標が「三崎マグロ駅」に掛け替えられる[5][6]。当初は12月3日までの期間限定であったが、好評なため掲出期間を当面の間延長する[7]。

## 駅構造
相対式ホーム2面2線を有する地上駅。ただし、地形の関係で三浦海岸側は高架、終端側は掘割である。終端側では国道134号をくぐる部分まで線路・架線が敷設されており、隣接して京急の三戸変電所が設置されている。三浦海岸駅までの区間は単線だが、複線分の用地が確保されている。
改札は1か所で、ホームへは階段及びエスカレーター、エレベーターで連絡している。

### のりば
| 番線 | 路線     | 方向 | 行先           |
| ---- | -------- | ---- | -------------- |
| 1・2 | 久里浜線 | 上り | 横浜・品川方面 |

なお、2ドアの2100形電車で到着した場合、座席の方向転換が行われるため、乗客の降車後一旦ドアを閉めて、座席の方向転換終了後に乗車となる。

### 運行概要
平日ラッシュ時間帯は毎時5～6本程度、平日日中は毎時3～4本が発着する。
休日は早朝・深夜を除いて毎時5～6本が発着する。
平日朝～夕は特急が大半で、それ以外の時間帯は特急・快特が混在する。
休日は朝・夜は特急が大半で、日中は特急・快特が混在する。
また、一部通過駅のない特急・快特の京急久里浜行きまたは堀ノ内行きが存在する。

### 接近メロディ
2008年12月10日から、三浦市三崎地区が舞台となっている山本コウタローとウィークエンドの楽曲「岬めぐり」をアレンジしたものを接近メロディとして使用していたが、城ヶ島へのアクセスが向上したことを記念して2017年1月13日に、北原白秋が三崎滞在中に作詞した歌「城ヶ島の雨」（梁田貞作曲）をアレンジしたものに変更した。メロディはいずれもスイッチの制作で、編曲は塩塚博が手掛けた。

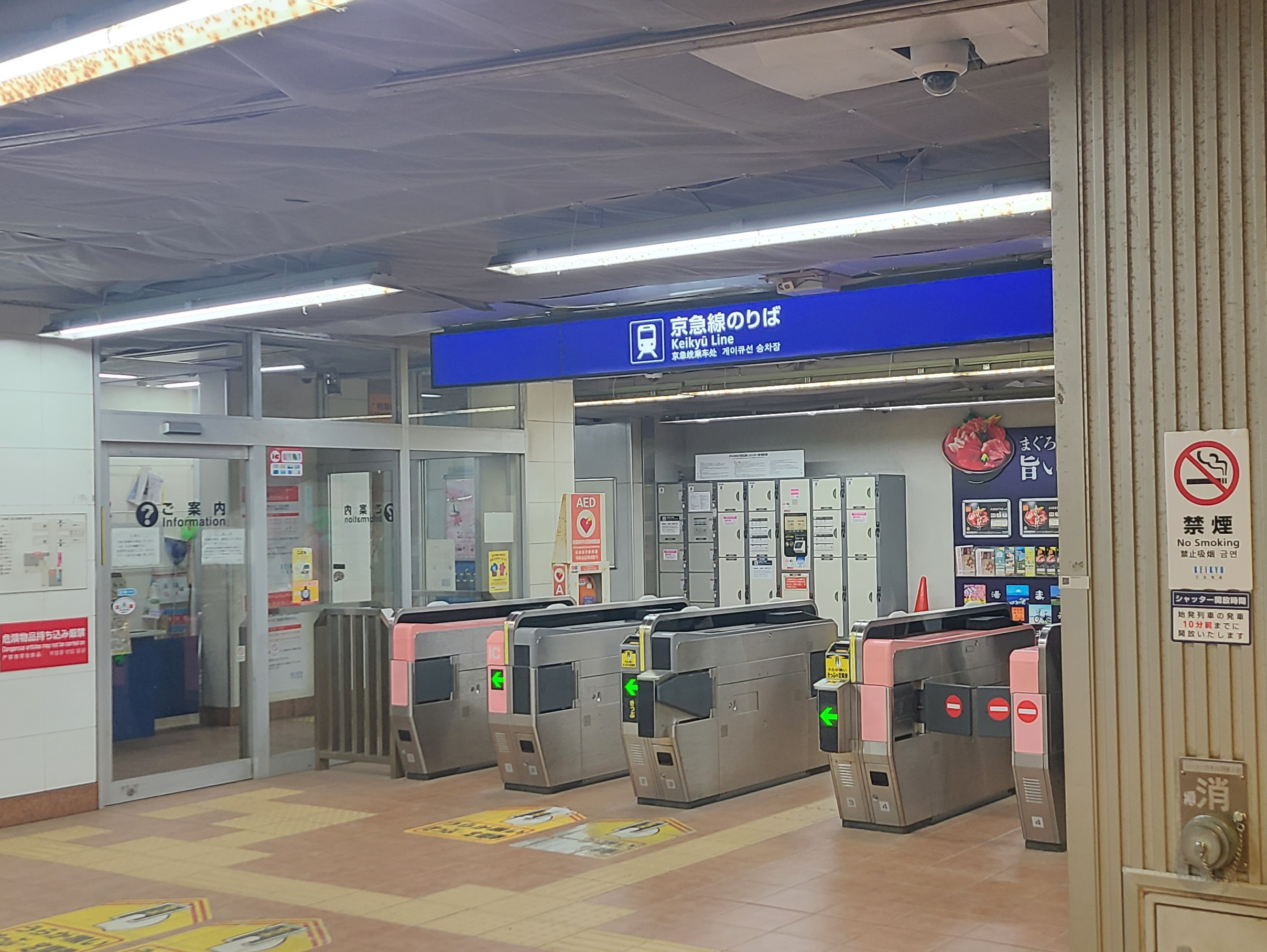
改札（2025年1月31日）
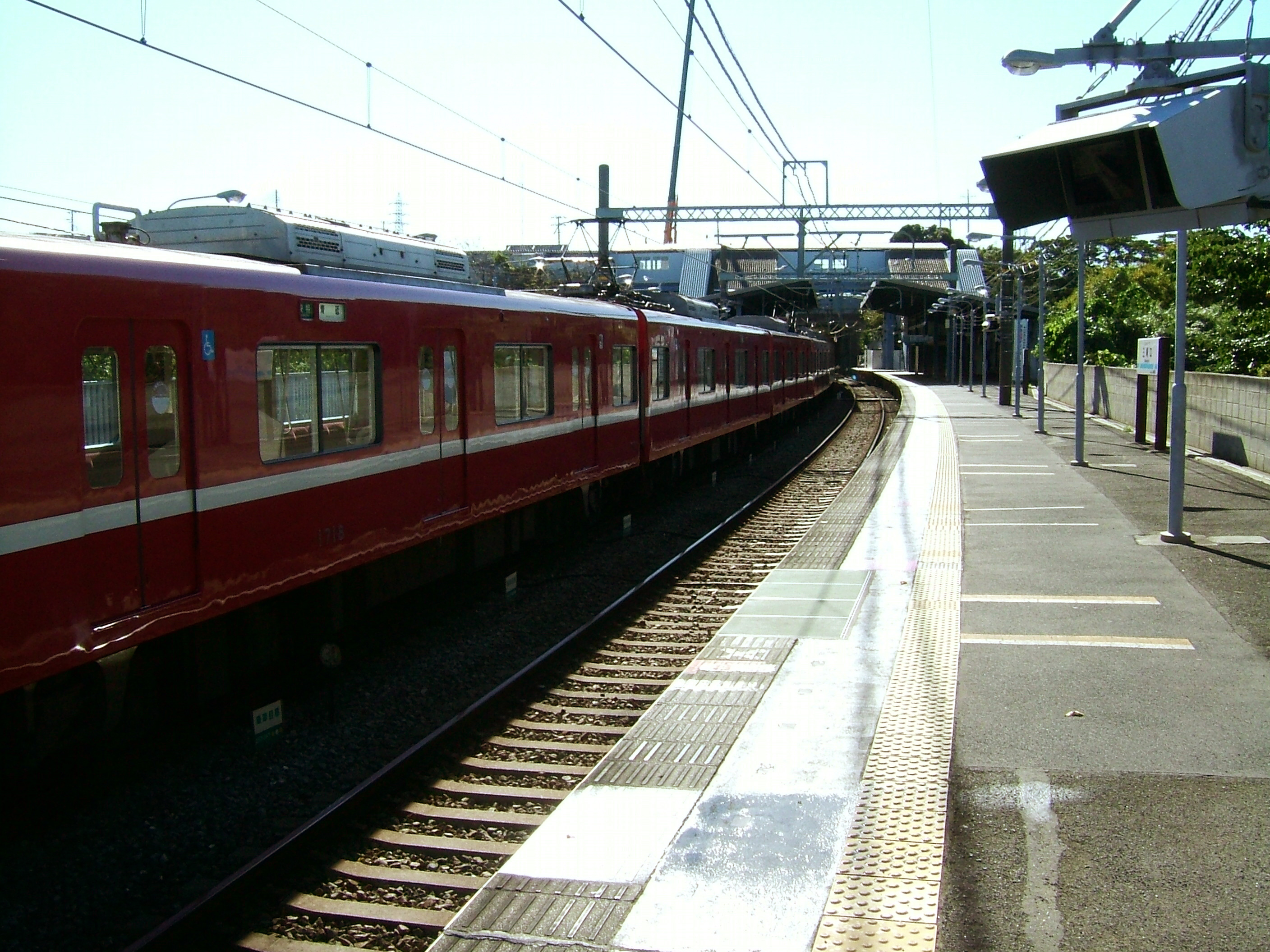
ホーム
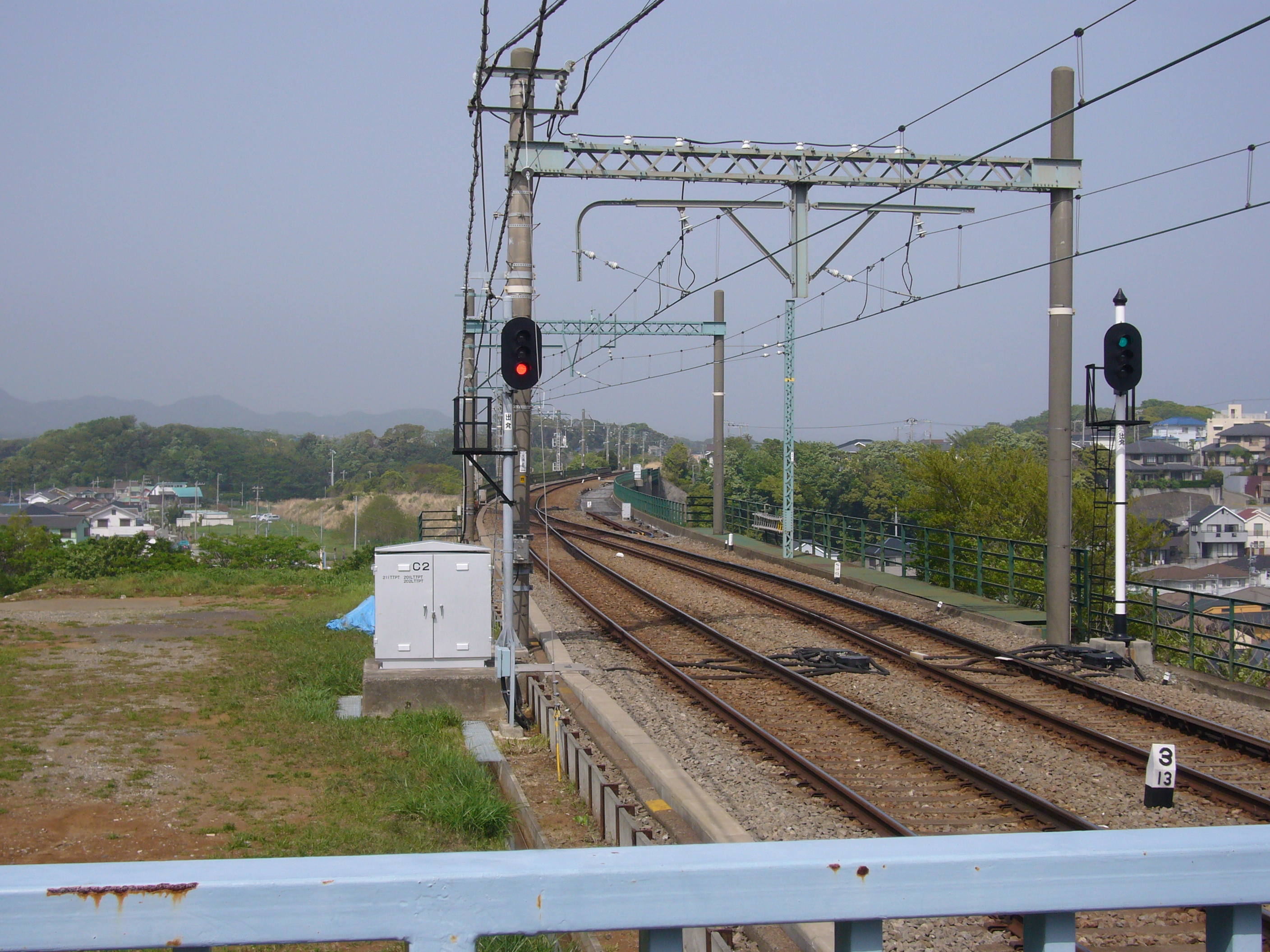
ホームから三浦海岸方を望む（2005年5月）
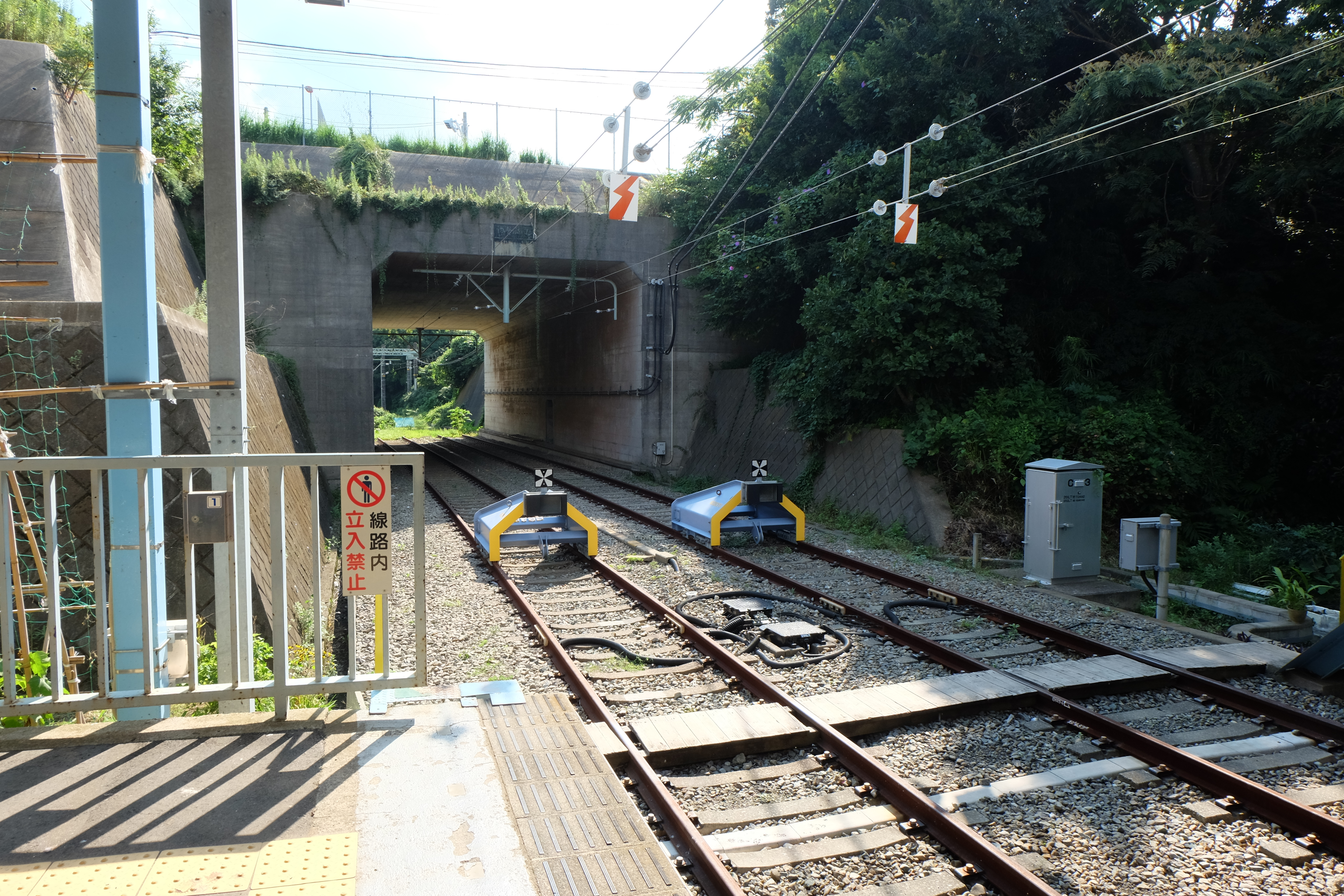
ホームより車止めを望む（2014年9月）
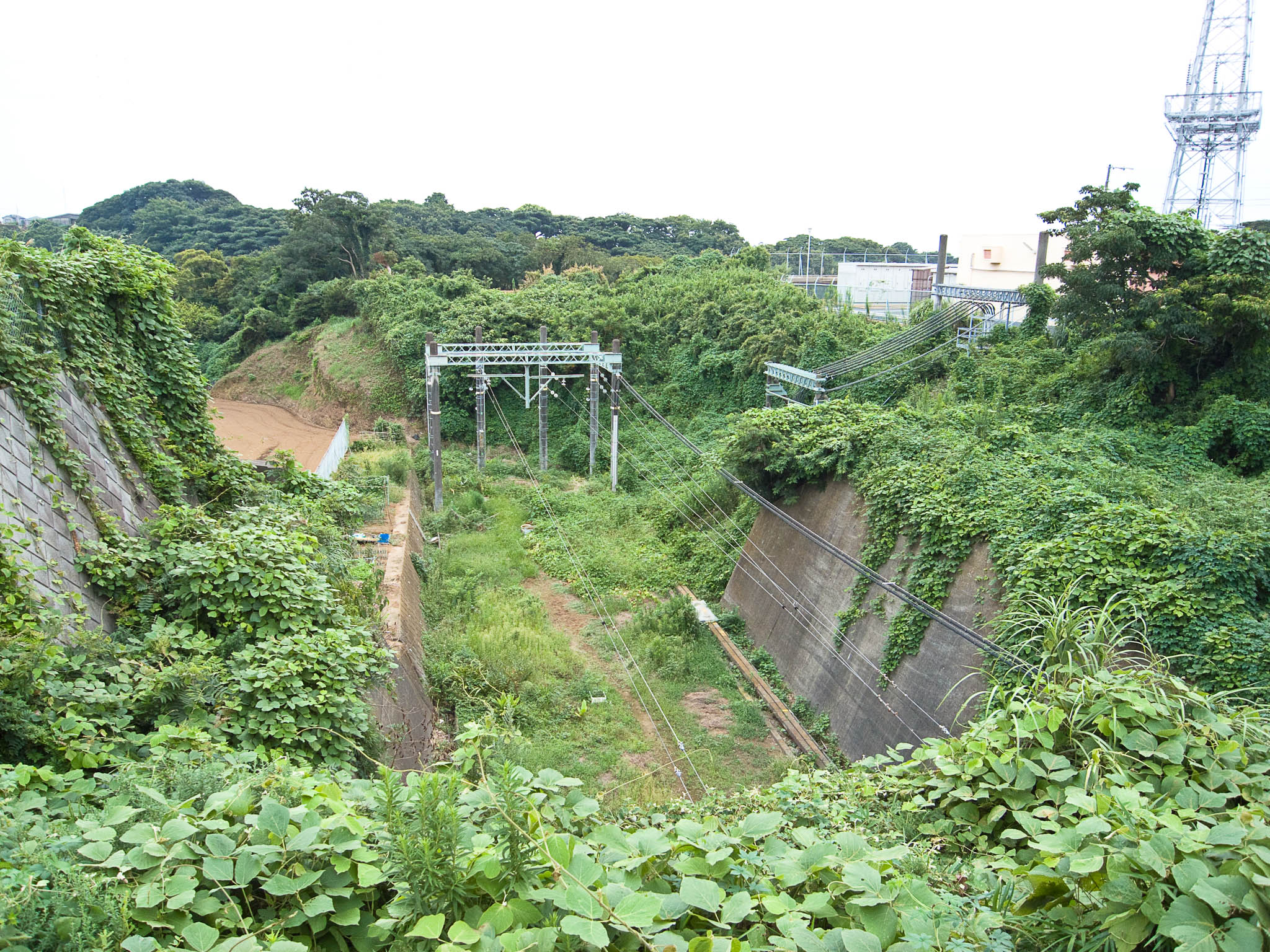
国道134号から見た線路終端、右は三戸変電所（2007年9月）
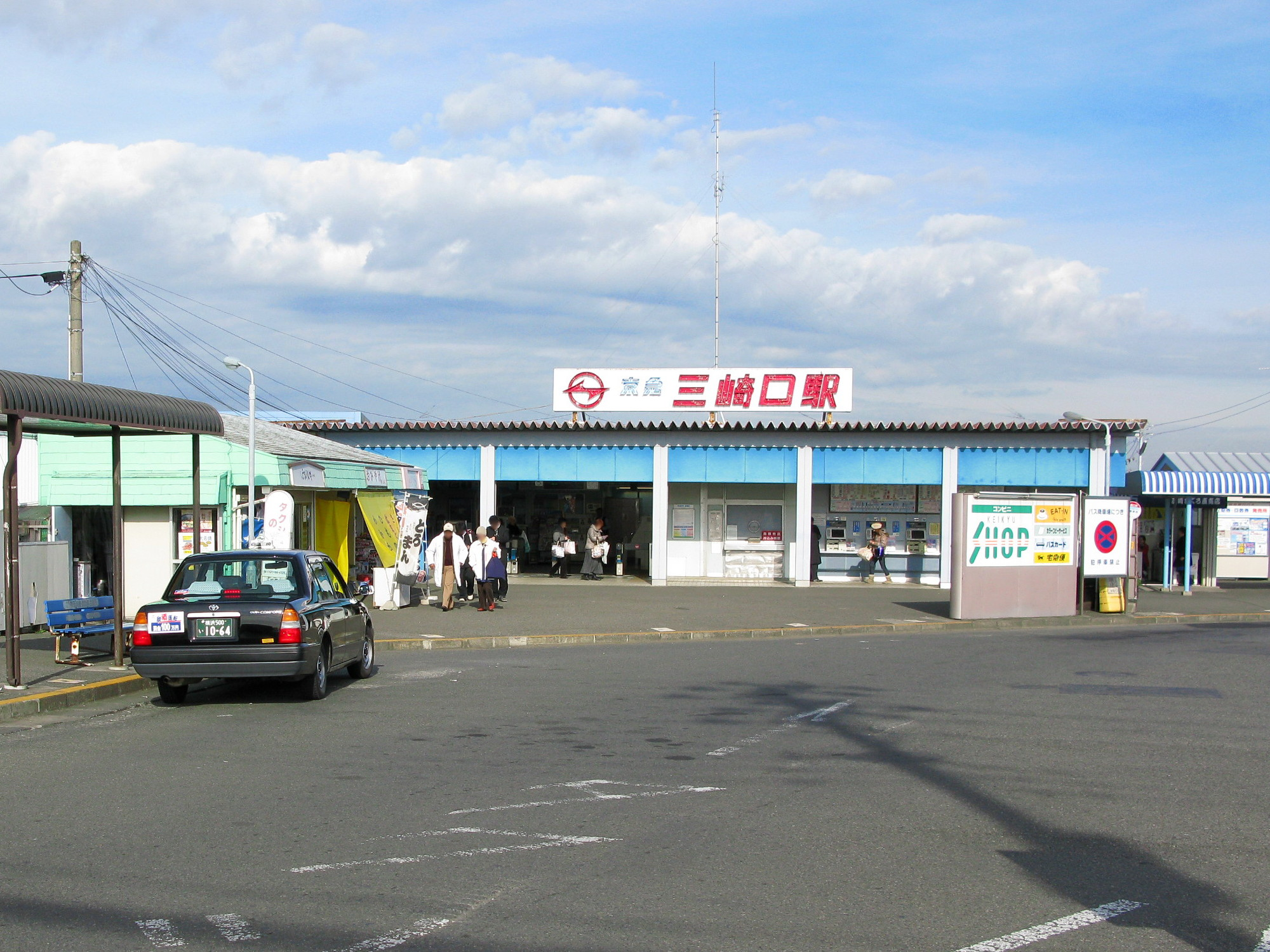
旧駅舎（2007年12月）
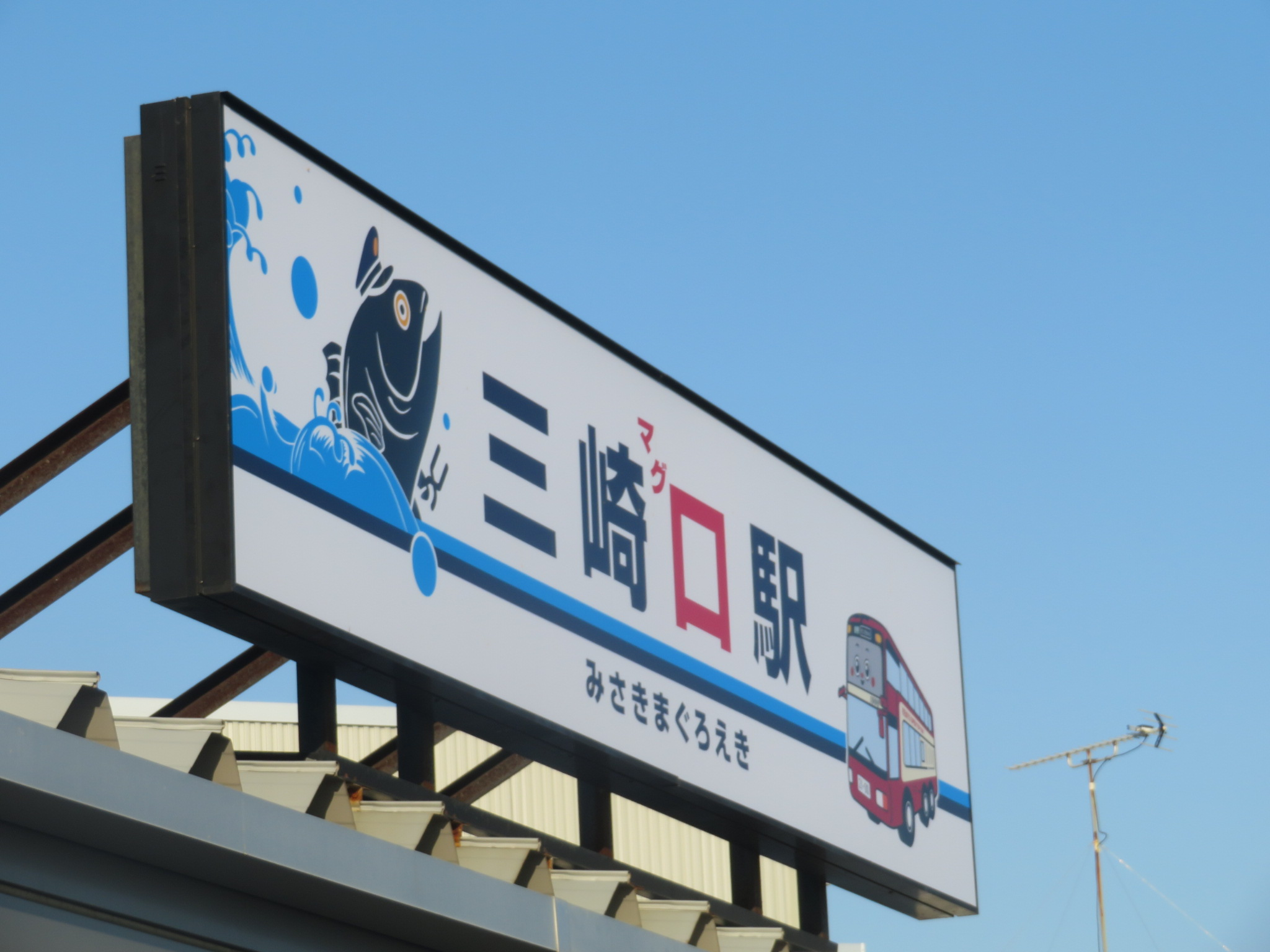
「三崎マグ口駅｣になった駅前の駅名標（2017年11月）
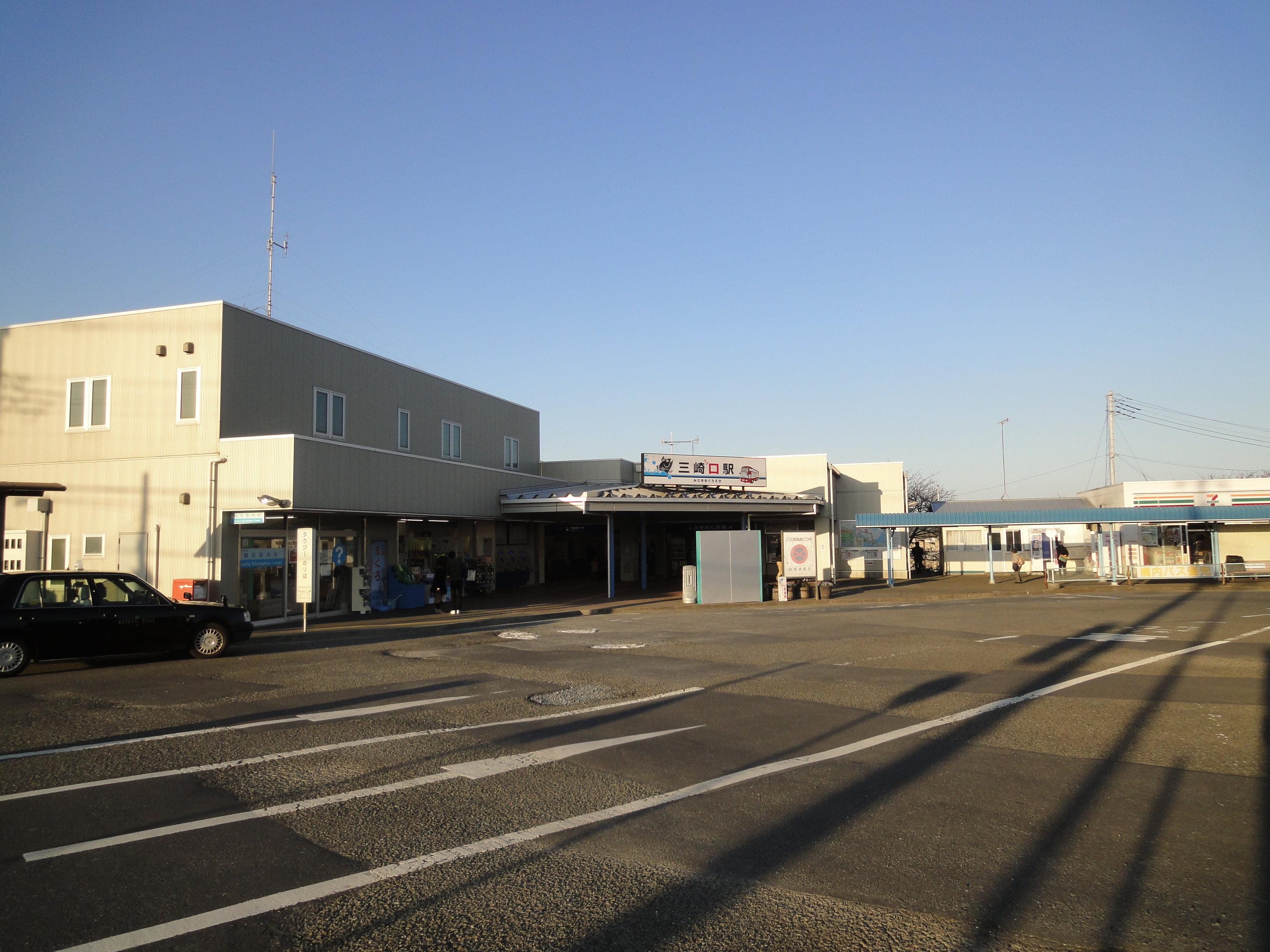
「三崎マグ口駅｣になった後の駅全景（2019年12月）

## 利用状況
2024年（令和6年）度の1日平均乗降人員は13,451人で、京急線全72駅中50位。
近年の1日平均乗降人員と乗車人員は下表の通り。
| 年度               | 1日平均 乗降人員 | 1日平均 乗車人員 | 出典     |
| ------------------ | ---------------- | ---------------- | -------- |
| 1975年（昭和50年） | 8,082            |                  | [ 13 ]   |
| 1980年（昭和55年） | 13,248           |                  |          |
| 1985年（昭和60年） | 18,166           |                  |          |
| 1986年（昭和61年） | 18,625           |                  |          |
| 1987年（昭和62年） | 19,675           |                  |          |
| 1988年（昭和63年） | 20,961           |                  |          |
| 1989年（平成元年） | 21,798           |                  |          |
| 1990年（平成02年） | 22,304           |                  |          |
| 1991年（平成03年） | 22,500           |                  |          |
| 1992年（平成04年） | 22,348           |                  |          |
| 1993年（平成05年） | 22,116           |                  |          |
| 1994年（平成06年） | 22,156           |                  |          |
| 1995年（平成07年） | 21,803           | 10,947           | [ * 1 ]  |
| 1996年（平成08年） | 21,337           |                  |          |
| 1997年（平成09年） | 20,972           |                  |          |
| 1998年（平成10年） | 20,771           | 10,352           | [ * 2 ]  |
| 1999年（平成11年） | 20,496           | 10,215           | [ * 3 ]  |
| 2000年（平成12年） | 20,179           | 10,038           | [ * 3 ]  |
| 2001年（平成13年） | 20,180           | 10,048           | [ * 4 ]  |
| 2002年（平成14年） | 19,766           | 9,831            | [ * 5 ]  |
| 2003年（平成15年） | 19,519           | 9,696            | [ * 6 ]  |
| 2004年（平成16年） | 19,077           | 9,439            | [ * 7 ]  |
| 2005年（平成17年） | 19,131           | 9,470            | [ * 8 ]  |
| 2006年（平成18年） | 19,249           | 9,537            | [ * 9 ]  |
| 2007年（平成19年） | 19,159           | 9,495            | [ * 10 ] |
| 2008年（平成20年） | 19,256           | 9,553            | [ * 11 ] |
| 2009年（平成21年） | 18,958           | 9,401            | [ * 12 ] |
| 2010年（平成22年） | 18,582           | 9,213            | [ * 13 ] |
| 2011年（平成23年） | 18,039           | 8,938            | [ * 14 ] |
| 2012年（平成24年） | 17,954           | 8,900            | [ * 15 ] |
| 2013年（平成25年） | 18,265           | 9,053            | [ * 16 ] |
| 2014年（平成26年） | 18,020           | 8,929            | [ * 17 ] |
| 2015年（平成27年） | 18,296           | 9,048            | [ * 18 ] |
| 2016年（平成28年） | 17,926           | 8,874            | [ * 19 ] |
| 2017年（平成29年） | 17,854           | 8,844            | [ * 20 ] |
| 2018年（平成30年） | 17,424           | 8,635            | [ * 21 ] |
| 2019年（令和元年） | 16,683           | 8,248            | [ * 22 ] |
| 2020年（令和02年） | 11,704           | 5,777            | [ * 23 ] |
| 2021年（令和03年） | 12,642           | 6,238            | [ * 24 ] |
| 2022年（令和04年） | 13,210           |                  |          |
| 2023年（令和05年） | 13,529           |                  |          |
| 2024年（令和06年） | 13,451           |                  |          |

## 駅周辺
当駅は丘陵部に位置し、標高は約32 m と京急の駅としては最も高い。周辺にはキャベツやスイカ、大根などの畑作地と雑木林が広がっているが、大規模な宅地開発も行われている。また、商業施設の開発を行う計画もある。
- 京急ニュータウン
- 三浦市役所 初声出張所
  - 三浦市初声市民センター
  - 三浦市図書館初声分館
- 三浦市総合体育館（潮風アリーナ）
- 神奈川県農業総合研究所 三浦試験場
- 三崎警察署三崎口駅前交番
- 神奈川県立三浦初声高等学校 - 三崎・初声の両校が統合されて三浦臨海高校を新設。その後、平塚農業高校の初声分校を統合し、現校名となる。なお、三崎高等学校の跡地は現在も「ロックの学園」の開催地として有名。
- 初声郵便局
- 神奈川県立三浦ふれあいの村（和田・長浜海岸）
- 国道134号
- 和田義盛旧里碑
- JA三浦市本店
- ベイシア三浦店

## バス路線
京浜急行バスにより、三崎や油壺、横須賀市西部への路線バスが運行されている。駅前はバスターミナルとなっており、当駅を起終点とする系統も多い。路線の詳細は京浜急行バス三崎営業所と京浜急行バス衣笠営業所を参照されたい。
なお、元日には初日の出観賞のため、列車と連動して城ヶ島行臨時バスが運転されることがあったが、2021年以降は運行されていない。
| 乗り場 | 系統                   | 経由                               | 行先           | 備考        |
| ------ | ---------------------- | ---------------------------------- | -------------- | ----------- |
| 1      | 三4                    | 引橋・油壺入口                     | 油壺温泉       |             |
| 1      | 三14                   |                                    | 三戸海岸       | 平日1本のみ |
| 2      | 三5 三51 三53 三55 須6 | 引橋・油壺入口                     | 三崎東岡       |             |
| 2      | 三7                    | 引橋・油壺入口                     | 三浦市立病院   | 1日2本のみ  |
| 2      | 三8                    | 引橋・油壺入口・三崎東岡・三崎港   | 通り矢         |             |
| 2      | 三9                    | 引橋・油壺入口・三崎東岡・三崎港   | 城ヶ島         |             |
| 2      | 三61                   | 引橋・油壺入口・三崎東岡・三崎港   | 浜諸磯         |             |
| 2      | 三26 須7               | 引橋・油壺入口・三崎東岡           | 三崎港         |             |
| 3      | 三10 三11 三24         | 長井・林                           | 横須賀市民病院 |             |
| 3      | 三12 三22              | 長井                               | 荒崎           |             |
| 3      | 三51 三52              | 長井・ソレイユの丘                 | 荒崎           |             |
| 3      | 三53 三54              | 【急行】長井                       | ソレイユの丘   |             |
| 3      | 三55 三56              | 【直行】                           | ソレイユの丘   |             |
| 3      | 三13 三21              |                                    | 長井           |             |
| 3      | 須6 須7 須8            | 長井・林・衣笠十字路・横須賀中央駅 | JR横須賀駅     |             |

## 隣の駅
京浜急行電鉄
 久里浜線
- □「イブニング・ウィング号」終着駅

■快特・■特急
三浦海岸駅 (KK71) - 三崎口駅 (KK72)